# Rite de passage
 (avril 2022).
Pour les articles homonymes, voir Rite (homonymie).

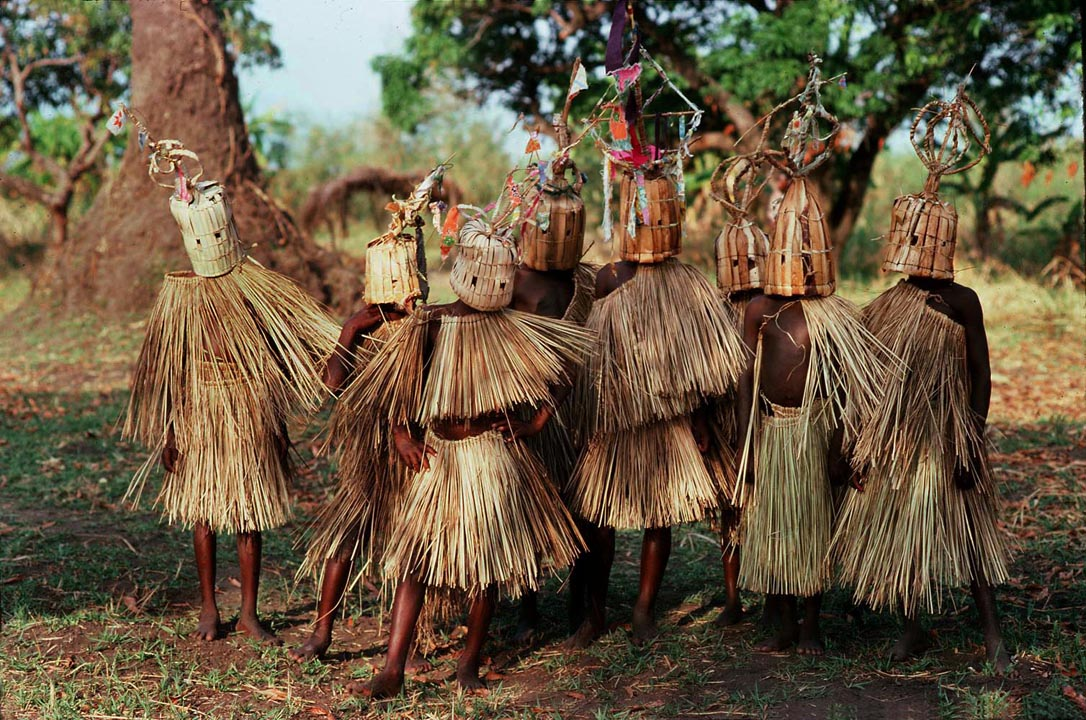
Initiation rituelle au Malawi, chez l'ethnie Yao.

Un rite de passage est un rite marquant le changement de statut social ou sexuel d'un individu, le plus généralement la « puberté sociale » mais aussi pour d'autres événements comme la naissance ou la ménopause. Le rituel se matérialise le plus souvent par une cérémonie ou des épreuves diverses. Tout espace peut devenir lieu de manifestation et d'organisation d'un rituel. Le rite est aussi la définition d'un temps différent qu'un temps ordinaire, un temps suspendu, où l'ordinaire se réorganise et se remet en place. 
Le « rite de passage » se distingue du « rite initiatique » en cela qu'il marque une étape dans la vie d'un individu, tandis que le rite d'initiation marque l'incorporation d'un individu dans un groupe social ou religieux : le premier touche indistinctement tous les individus d'un même sexe tandis que le second les sélectionne.
Les rites de passage permettent de lier l'individu à un groupe (socialisation) mais aussi de structurer sa vie en étapes précises qui lui permettent d'avoir une perception apaisante de la condition mortelle de l'homme. Il s'agit de « fictions collectives qui ont pour but d'ordonner la nature ». En cela, ils participent à la symbolisation du monde pour le rendre plus familier, d'où leur caractère pacifiant et soulageant. Ce phénomène est donc un enjeu important pour l'individu, pour la relation entre l'individu et le groupe et pour la cohésion du groupe.
Au sein du rite se distingue une opposition entre affiliation lignagère et élective : 
- l'affiliation lignagère est opposée de l'extérieur à l'individu, elle l'englobe et le contient. Il s'agit d'une affiliation où chaque individu a sa place, par exemple le cadre d'un groupe familial qui le transcende. L'identité sociale y est très affirmée et construite, ce qui implique des rapports de fidélité et de solidarité par des liens qui n'ont pas été choisis par l'individu.

- l'affiliation élective permet à l'individu de choisir de l'appartenance et de reconstruire le groupe auquel il appartient. Il peut s'agir de personnes que l'on considère appartenir à sa famille même si les liens créés ne sont pas de l'ordre du biologique. La dimension du choix des affinités y est donc plus forte.

Les rites de passage relancent l'action individuelle et sont parfois une manière de répondre à des moments de fragilité de l'existence. Ce sont des manières de donner sens à des moments de crise à travers des actions qui sont pensées avec les autres.

## Étude
Le premier à étudier le phénomène est l'ethnologue-folkloriste Arnold van Gennep (Les Rites de Passage, 1909). D'autres théories furent développées dans les années 1960 par Mary Douglas et Victor Turner. Arnold van Gennep considère que lorsqu'un individu passe d'un statut à un autre, c'est le changement qui provoque du désordre et qui nécessite d'être maîtrisé et canalisé par des précautions particulières. Il estime que la société serait plus fragile au cours de ces transitions, tout comme les individus. Les rites ont la fonction d'organiser les transitions et de les accompagner. Arnold van Gennep dégage une méthode comparative et une structure similaire à tous les rites de passage qui est organisée en une séquence cérémonielle.  
Selon Arnold van Gennep, le rite de passage se déroule le plus souvent en trois étapes : 
- la séparation (l'individu est isolé du groupe) ;
- la marge appelée aussi phase de marginalisation, liminaire ou encore liminarité (moment où s'effectue l'efficacité du rituel, à l'écart du groupe, avec souvent des rites d'inversion) ;
- l'agrégation appelée aussi phase de réintégration ou postliminaire (retour dans le groupe).

Selon un point de vue psychologique, les trois étapes peuvent être interprétées de la façon suivante :
- la séparation de l'individu vis-à-vis du groupe et de la situation antérieure équivaut à une mort symbolique ;
- la mise en marge représente une sorte de gestation symbolique ;
- la réintégration de l'individu dans le groupe et dans une nouvelle situation sociale constitue une renaissance symbolique pour le sujet[2].

Ces trois étapes du rite de passage peuvent également être interprétées telles que :
- la crise ;
- la fin ;
- la renaissance.

De nombreux rites d'initiation suivent le cadre de ces trois étapes. Le rite d'initiation est une variable spécifique du rite de passage. 
Turner mettra pour sa part l'accent sur le fonctionnalisme des rites de passage en matière de cohésion sociale. En transformant les statuts sociaux de façon prédéfinie, les rites de passage permettent d'éviter les conflits (d'influence). Turner - qui a étudié les conflits et rituels en Afrique - perçoit le rite comme un phénomène qui se modifie et subit des changements au fil du temps au sein des sociétés dites traditionnelles. D'autres sociologues caractérisent également le rite de passage par sa capacité à s'adapter au changement social. C'est en particulier l'ethnologue et sociologue Martine Segalen qui a mis en évidence la capacité du rite de passage à avoir plusieurs sens ainsi qu'une certaine flexibilité, donc une capacité à évoluer et changer avec le temps.
Les auteurs Geoffrey Miller, Ian Steward et Jack Cohen, indiquent aussi que les rites initiatiques servent également à détecter ceux qui ne sont pas suffisamment soumis au groupe pour les subir. Ces derniers sont alors conduits à chercher la protection d'un autre groupe (qui ne les pratique pas, ou sous une forme moins contraignante), épurant ainsi le groupe initial de ses éléments jugés peu sûrs. La circoncision est considérée par eux comme une forme socialement très importante de rite, car elle teste et met en exergue la soumission des parents plus encore que celle des enfants.
La question de la signification des rites de passage (justification d'un geste, d'une parole) n'est pas toujours évidente. Cependant, pour Michèle Fellous, les rites dits nouveaux (comprenant les rites de passage) se démarquent des anciens car les auteurs et les acteurs essaient de mettre en œuvre des éléments qui ont du sens pour eux. L'interprétation des rites par un acteur peut être très différente de celle d'un sociologue. Dans la parentalité par exemple, la place accordée à l'enfant sera primordiale pour la famille, alors que le sociologue privilégiera l'importance de sa place dans la société.  
Pour Maurice Godelier, il y a un lien direct entre fabrication d'un individu et de penser la société par le rite de passage. Derrière les manières de penser la naissance il y aurait aussi manière de penser entre les genres, hiérarchies, les groupes sociaux, etc. Donc un enfant n'appartiendrait pas qu'à ses parents mais à la société.

## Exemples de rites

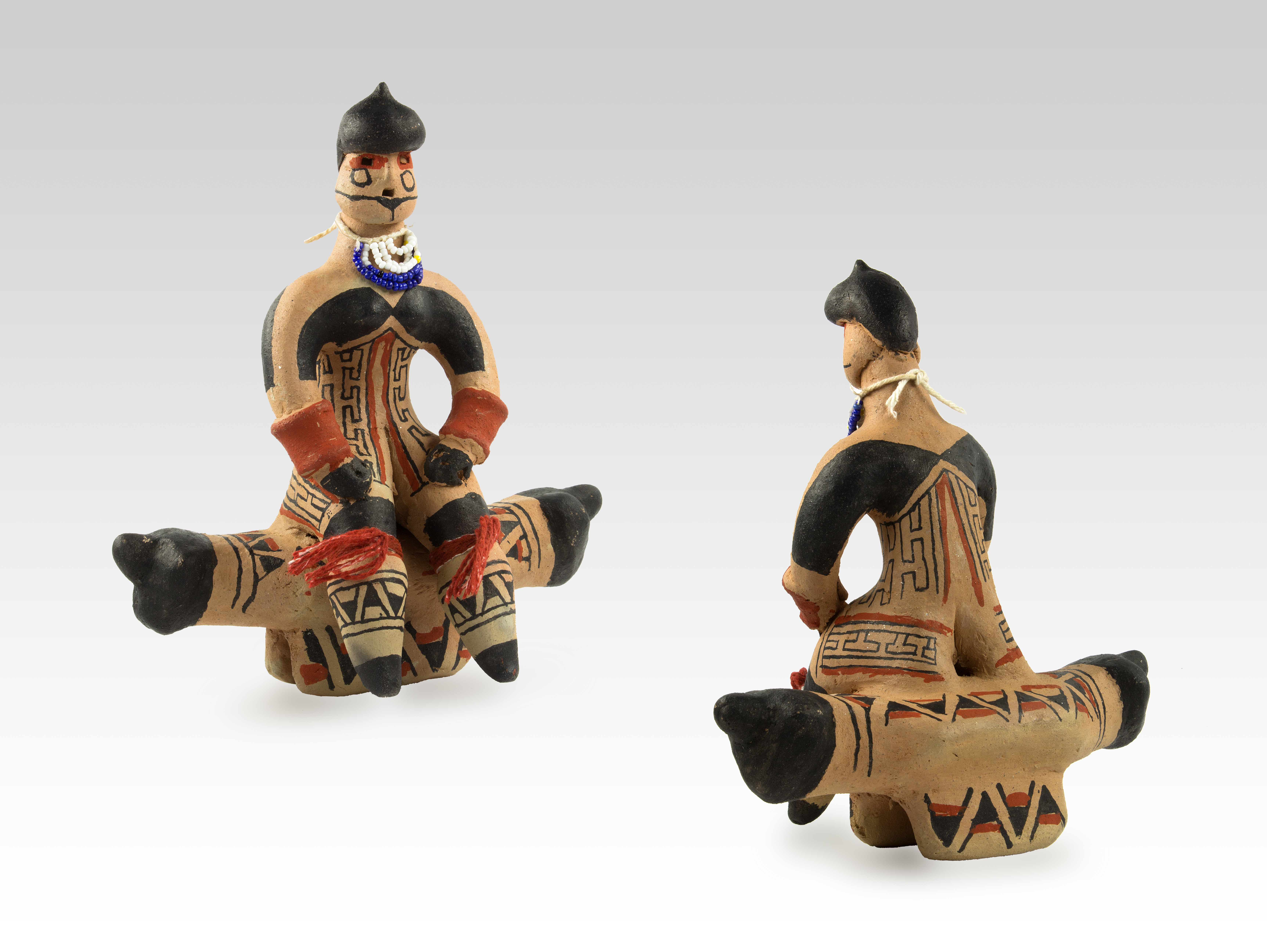
jeune initiant jure assis sur son banc rynana avec collier nohose et ornement jambe dekobute – Muséum de Toulouse.

- La Grèce ancienne se caractérise par l'importance des rites de passage à l'adolescence, notamment la cryptie à Sparte, le rapt de l'éromène par l'éraste dans les cités crétoises, ou l'éphébie à Athènes.
- Chez les Batammariba du Koutammakou (nord du Togo et du Bénin) le difwani est le rituel initiatique des jeunes garçons et le dikuntri le rituel initiatique des jeunes filles. Ils ont lieu au Koutammakou tous les quatre ans. Notamment, le dikuntri est l'un des rares rituels initiatiques féminins encore vivants sur le continent africain. Il ne fait subir aucun sévice aux jeunes initiées et magnifie la maternité, la femme occupant un statut privilégié dans cette société. (Source : La Nuit des Grands Morts - L'initiée et l'épouse chez les Tamberma du Togo, D. Sewane, ed. Economica, 2002).
- Dans beaucoup de sociétés traditionnelles la circoncision, qui s'effectue à la puberté ou juste avant, marque le passage du statut de garçon à celui d'homme. Dans certaines sociétés où la vie communautaire est la règle, le jeune déménage par la même occasion du quartier des femmes dans lequel il vivait depuis sa naissance vers le quartier des hommes.
- Chez les juifs, pour les garçons c'est la Brith milah (circoncision) puis la Bar Mitsva à l'âge de la puberté, pour les filles le Zeved habat, la Bat Mitsva puis le mariage.
- Chez les amish, il y a un rite de transition appelé Rumspringa par lequel le jeune amish est amené à quitter sa communauté pendant quelques mois et à aller vivre de façon moderne. À l'issue de cette période, le jeune doit choisir entre rester dans le monde moderne ou revenir vivre dans sa communauté (seul un faible pourcentage décide de ne pas revenir parmi les siens)[4].
- Chez les Baruyas de Nouvelle-Guinée, le rapport entre sexe, pouvoir et hiérarchie est très fort. Les jeunes garçons sont brutalement séparés du monde féminin pour être initiés aux secrets des hommes. Les jeunes initiés sont alors nourris régulièrement de la semence de leurs aînés. Ainsi circule de génération en génération, uniquement entre hommes, la substance qui engendre la vie, la nourrit et la fortifie.
- Dans les îles Salomon (Océanie), il y a un rituel d'initiation appelé Maraufu qui consiste à apprendre l'art traditionnel de la pêche à la bonite, poisson réputé sacré. À bord d'une pirogue, l'adolescent doit pagayer des heures pour atteindre la haute mer. Muni d'une simple canne et d'un leurre, il doit attraper un des poissons les plus rapides du monde : s'il revient avec le poisson sacré, il sera accueilli dans sa communauté comme un homme[5].
- Chez les hindous, la première cérémonie est l'Upanayanam (ou cérémonie du cordon) par laquelle l'enfant de 7 à 8 ans est investi par le cordon brahmanique qu'il doit porter et par laquelle il est initié au mantra.
- Au Japon, il y a le genpuku pour les adolescents de 12 à 16 ans et le Seijin shiki, cérémonie qui a lieu à 20 ans.
- Chez certains Amérindiens, le rite était la Quête de vision, généralement précédée d'un jeûne et par l'absorption d'enthéogènes. D'autres tribus (les Mandans d'Amérique du Nord, les Guayaki du Paraguay, etc.) incluaient des pratiques extrêmement douloureuses, assimilées, aux yeux d'un observateur extérieur, à des actes de torture[6].
- Dans certaines sociétés traditionnelles, l'adolescent doit accomplir certaines épreuves telles que courir nu à travers un troupeau, participer à des combats de groupe ou sauter de la cime d'un arbre. Dans d'autres sociétés, le rite est effectué par un marquage corporel, des tatouages ou des scarifications.
- En Basse-Casamance (Sénégal), le boukout n'a lieu que tous les vingt ans environ, voire davantage, comme à Baïla où la cérémonie de 2007 était la première depuis 1971.

- Chez les chrétiens, si un sacrement est caractérisé extérieurement par des gestes ritualisés, il est une « réalité invisible destinée à la sanctification des hommes »[7] pour l'aider à gagner la vie éternelle, il n'est donc justement pas un rituel de passage d'une période de la vie terrestre à une autre. C'est un moyen spirituel dont seule la réception est marquée extérieurement par un rituel qui n'a aucune valeur en lui-même, un sacrement pouvant d'ailleurs être reçu en cas d'impossibilité, « par désir ». Éventuellement, la « profession de foi » (qui n'est pas un sacrement) peut être assimilée à un rite de passage puisqu'en renouvelant les engagements pris en son nom lors de son baptême par ses parrains et marraine, le jeune fidèle marque qu'il a atteint l'âge de dire lui-même qu'il croit ce qui est contenu dans le symbole des apôtres.

- Chez les Zoulous d'Afrique du Sud, les femmes sont en âge de se marier après avoir vécu l'Umemulo.

Dans le monde occidental, il existe un grand nombre de rites plus ou moins solennels et codifiés comme les remises de diplômes, le service militaire, le bizutage, la totémisation scoute... La différence entre ces rites et les rites de passage se situe dans la systématicité du rite dans la société donnée. De manière générale, on observe une diminution des rites de passage solennels (de type religieux notamment) et l'apparition de rites moins codifiés en remplacement.
Les comportements ordaliques peuvent aussi être considérés comme des rites de passage de remplacement.
Le baccalauréat est considéré par certains auteurs comme un rite de passage,.

### Ouvrages
- Arnold Van Gennep, Les rites de passage : étude systématique des rites de la porte et du seuil, de l'hospitalité, de l'adoption, de la grossesse et de l'accouchement, de la naissance, de l'enfance, de la puberté, de l'initiation, de l'ordination, du couronnement, des fiançailles et du mariage, des funérailles, des saisons, etc., Paris, 1909. Réédition augmentée, 1969, 1981, 315 p.
- Victor W. Turner, Le phénomène rituel : structure et contre-structure : le rituel et le symbole : une clé pour comprendre la structure sociale et les phénomènes sociaux, Paris, Presses universitaires de France, 1990 [trad. de : The ritual process: structure and anti-structure, Chicago, 1969].
- Victor W. Turner, The Anthropology of Performance, New-York, PAJ Publications, 1986.
- Michèle Fellous, À la recherche de nouveaux rites : rites de passage et modernité avancée, Paris, L'Harmattan, 2001, p. 11-89 et 221-238.
- Maurice Godelier, Corps, parenté et pouvoir chez les Baruya de Nouvelle-Guinée, in Godelier M.
- Maurice Godelier, Panoff M. (dir.), Le corps humain, conçu, supplicié, possédé, cannibalisé, Paris, CNRS, 2009, p. 29-64.
- Martine Segalen, Rites et rituels contemporains, Paris, Nathan, 1998.
- Dominique Sewane :
  - La Lance et le Serpent. Rituels du dikuntri et du difwani des Tammariba du Togo, École pratique des hautes études, Paris, 1999, 2 vol., 446 p. (thèse d'Ethnologie)
  - La Nuit des Grands Morts. L'initiée et l'épouse chez les Tamberma du Togo (préface de Jean Malaurie), Economica, Paris, 2002, « coll. Afrique Cultures », 272 p.  (ISBN 9782717844849) (note de lecture par Suzanne Lallemand dans le Journal des africanistes, 74-1/2, 2004, p. 527-529 [12] [archive])
  - Les Batãmmariba, le peuple voyant : carnets d'une ethnologue, Éd. de La Martinière, Paris, 2004, 189 p.  (ISBN 2-7324-3209-1)
  - Rites et pensée des Batammariba pour les écoles primaires du Togo - Ministère des enseignements primaire secondaire et de l'alphabétisation du Togo, Patrimoine Culturel Immatériel de l'UNESCO, éditions Haho, Lomé (Togo), 2009 (in Programme de sauvegarde du Patrimoine immatériel des Batammariba – Unesco-Japan)

### Articles
- Pierre Bourdieu, « Les rites comme actes d'institution », Actes de la recherche en sciences sociales, 1982, no 43, p. 58-63. [lire en ligne]
- Pierre Clastres, « De la torture dans les sociétés primitives », L'Homme, 1973, no 3, p. 114-120. [lire en ligne]
- Madlen Sell, « La dation du nom et autres rites de passage chez les Seereer Siin du Sénégal », Le Journal des Psychologues, 2014, no 320, p. 74-77.